# Hideya Okamoto
Hideya Okamoto (岡本 英也?, Okamoto Hideya; Sakai, 18 maggio 1987) è un ex calciatore giapponese, di ruolo attaccante.

## Palmarès
- Supercoppa del Giappone: 1

Gamba Osaka: 2007
- AFC Champions League: 1

Gamba Osaka: 2008